# Ruské

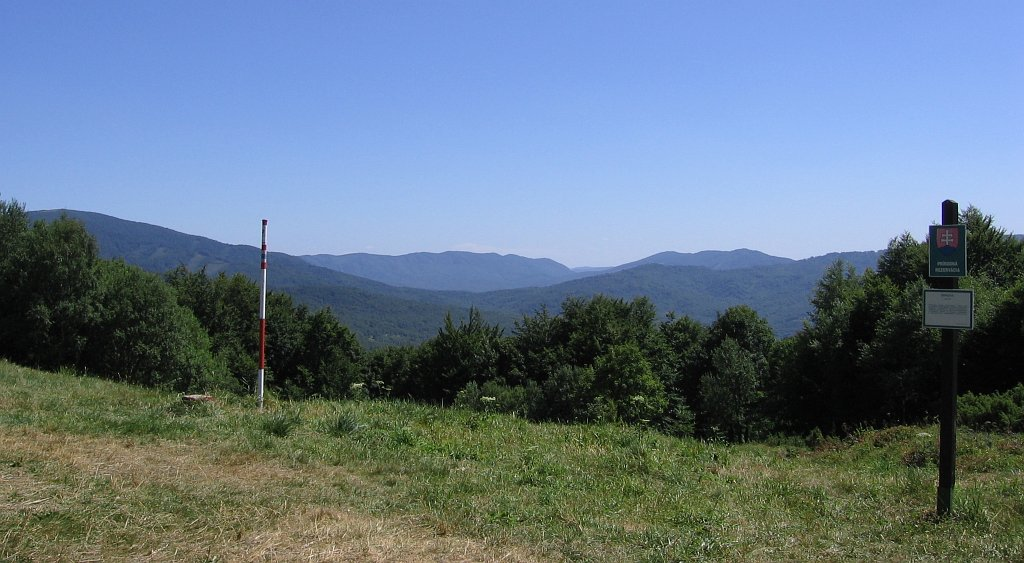
Przełęcz nad Roztokami Górnymi

Ruské – nieistniejąca wieś na Słowacji w Górach Bukowskich nad rzeką Cirocha w Parku Narodowym Połoniny. Położona na wysokości około 500 m.
Pierwsze wzmianki z 1567. W pobliżu wsi znajduje się przełęcz nad Roztokami Górnymi.
Na początku lat 80. XX wieku wieś została wysiedlona, a zabudowania wiejskie rozebrane (z wyjątkiem kilku przydrożnych kapliczek). To przedsięwzięcie było konsekwencją wprowadzenia bezwzględnej ochrony sanitarnej zlewni zbiornika retencyjnego Starina, który jest m.in. rezerwuarem wody pitnej dla Koszyc. Los Ruskégo podzieliło jeszcze kilkanaście innych wsi w Górach Bukowskich. Obecnie nie ma bezwzględnego zakazu wjazdu na teren byłej wsi. Byli jej mieszkańcy (osiedlenie w blokowiskach w nieodległej Sninie) spędzają czasem weekendy na swojej ojcowiźnie i budują tymczasowe dacze.
Powyżej wsi, przy drodze na Ruską Przełęcz, znajduje się pomnik poświęcony żołnierzom Armii Czerwonej poległym w czasie bitwy o Przełęcz Dukielską.
W okolicy wsi znajdują się 2 rezerwaty przyrody:
- Ruské – utworzony w 1999 o powierzchni 1,46 ha – ochrona biocenoz geokserotermicznych, mokrych oraz bagiennych,
- Pod Ruským – utworzony w 1999 o powierzchni 11 ha – ochrona łąk.